# 庫內內區
庫內內區（英語：Kunene Region）是納米比亞的一個區，位於該國南部，北隔庫內內河與安哥拉相望，西面大西洋。面積約144,255平方公里，2011年人口86,856人。首府奧普沃。下分6分區。